# Stanisław Rospond (biskup)
Stanisław Rospond (31. srpna 1877 Liszki – 4. února 1958 Krakov) byl polský katolický duchovní. Od roku 1927 byl titulárním biskupem dardanským a pomocným biskupem krakovským a blízkým spolupracovníkem nejprve kardinála Sapiehy a později arcibiskupa Baziaka. Za komunistického režimu byl vězněn (1953-1954). Zaopatřil a vychoval svého osiřelého synovce a jmenovce, prof. Stanisława Rosponda.

## Život
Do semináře vstoupil v roce 1897, studoval na Jagellonské univerzitě a později v Innsbrucku. 11. září 1901 byl vysvěcen na kněze, v roce 1904 získal doktorát z teologie. Poté působil nejprve jako farní vikář a katecheta ve Wadowicích a později jako katecheta v Krakově.
V roce 1909 se stal ředitelem Nižšího kněžského semináře v Krakově, v roce 1920 pak tento post opustil, aby přijal funkci rektora na Vyšším semináři tamtéž. Ji vykonával až do roku 1927, kdy byl jmenován titulárním biskupem dardanským a pomocným biskupem krakovským, biskupské svěcení obdržel 12. června 1927, jeho hlavním světitelem byl kardinál Sapieha.
Byl blízkým spolupracovníkem nejprve kardinála Sapiehy a později arcibiskupa Baziaka, jako pomocný biskup se zabýval především přípravou a svěcením kněží, udílením biřmování, vykonávání vizitací a problematikou ženských řeholí. V letech 1953-1954 byl vězněn a posléze ve vyhnanství v Čenstochové, do úřadu se mohl vrátit až v roce 1956.
Pochovaný je v rodné vesnici.
| Rektor Vyššího kněžského semináře krakovské arcidiecéze | Rektor Vyššího kněžského semináře krakovské arcidiecéze | Rektor Vyššího kněžského semináře krakovské arcidiecéze |
| ------------------------------------------------------- | ------------------------------------------------------- | ------------------------------------------------------- |
| Předchůdce: Jan Korzonkiewicz                           | 1920–1927 Stanisław Rospond                             | Nástupce: Zygmunt Kulig                                 |